# Pomeroy (Ohio)
Pomeroy – wieś w Stanach Zjednoczonych, w stanie Ohio, siedziba administracyjna hrabstwa Meigs.